# Centruroides tecomanus
Espèce
Synonymes
- Centruroides limpidus tecomanus Hoffmann 1932

Centruroides tecomanus est une espèce de scorpions de la famille des Buthidae.

## Distribution
Cette espèce est endémique du Mexique. Elle se rencontre au Colima, dans le Sud du Michoacán et dans le Sud-Est du Jalisco.

## Description
Les mâles mesurent en moyenne 67,2 mm et les femelles 63,4 mm.

## Systématique et taxinomie
Cette espèce a été décrite sous le protonyme Centruroides limpidus tecomanus par Hoffmann en 1932. Elle est élevée au rang d'espèce par Ponce-Saavedra, Francke, Cano-Camacho et Hernandez-Calderon en 2009.

## Étymologie
Son nom d'espèce lui a été donné en référence au lieu de sa découverte, Tecomán.

## Publication originale
- Hoffmann, 1932 : « Monografias para la Entomologia Medica de Mexico. Monografia num. 2. Los Scorpiones de Mexico. Segunda parte: Buthidae. » Anales del instituto de Biología de la Universidad Nacional de México, vol. 3, no 3, p. 243-361.